# Комическая опера
Комическая опера — опера комедийного содержания. Также термином «опера комик» (фр. opéra comique) определяют именно французские оперы, имеющие комическую жанровую окраску.
Основные особенности комического оперного жанра: разговорные диалоги, речитативы, ариозность и динамичные ансамбли, близость к колоритному народному тематизму, более детальные, чем на ранних этапах становления жанра, характеристики персонажей.

## Французские истоки
Термин «комическая опера» (фр. opéra comique) впервые появился в 1798 году как название, принятое двумя балаганными труппами на Сен-Жерменской ярмарке в Париже. В том же году была поставлена пародия Лесажа «Телемак», считающаяся первым образцом жанра. Некоторое время параллельно использовался термин «комедия в водевилях», который исчез к концу 1760-х годов.

## Развитие комической оперы
В XVIII — начале XIX века комическая опера по-разному развивалась в Италии, Франции, Англии, Германии и Австрии, Испании или России. Она во многом формировалась в противостоянии опере-сериа как более демократичное и реалистичное искусство. Жанровые проявления комической оперы — опера-буффа, ярмарочный театр, балладная опера, зингшпиль, тонадилья. Оказала значительное влияния на такие музыкальные жанры, как водевиль, мюзикл и оперетта.
В процессе развития комической оперы в странах Европы, она терпела изменения и впитывала в себя различные театральные и литературные жанры. Во Франции танцевальные номера были обязательной частью комической оперы. В Германии это был спектакль, в котором сочетались вокал и смешные сценки, драма и дуэты героев. В Италии — черты традиционной комедии масок.

## Представители
- В Италии в жанре оперы-буффа работали Дж. Перголези, Н. Пиччинни, Дж. Паизиелло и Дж. Россини.
- Во Франции комические оперы создавали П. А. Монсиньи, А. Гретри, Ф. А. Филидор.
- В Англии — Гилберт и Салливан.
- В России — Е. Фомин, В. Пашкевич и Д. Бортнянский.

Черты, свойственные комической опере, явственно проявились в творчестве B. А. Моцарта — в его поздних операх («Свадьба Фигаро», «Дон Жуан», «Похищение из сераля»). Одной из самых известных комических опер является «Фальстаф» Джузеппе Верди. Комические оперы создавали также русские и украинские композиторы.